# غافين أوليفر
غافين أوليفر (بالإنجليزية: Gavin Oliver)‏ (6 سبتمبر 1962 في المملكة المتحدة - ) هو لاعب كرة قدم بريطاني في مركز الدفاع. لعب مع برادفورد سيتي وبرايتون أند هوف ألبيون وشيفيلد وينزداي ونادي ترانمير روفرز لكرة القدم.

## وصلات خارجية
- غافين أوليفر على موقع قاعدة بيانات كرة القدم.إي يو (الإنجليزية)